# Paul Lytton
Paul Lytton (Londen, 8 maart 1947) is een Amerikaanse jazzpercussionist van de freejazz.

## Biografie
Lytton begon te drummen op 16-jarige leeftijd. Hij speelde jazz in Londen aan het eind van de jaren 1960, terwijl hij lessen volgde op de tabla van P.R. Desai. In 1969 begon hij te experimenteren met vrije improvisatiemuziek en werkte hij in een duo met saxofonist Evan Parker. Na toevoeging van bassist Barry Guy werd het ensemble het Evan Parker Trio. Hij en Parker bleven samenwerken tot in de jaren 2000. Meer recente publicaties zijn onder andere trio-publicaties met Marilyn Crispell in 1996 (Natives and Aliens) en 1999 (After Appleby).
Lytton, een van de oprichters van het London Musicians Collective, werkte in de jaren 1970 uitgebreid in het vrije improvisatiecircuit in Londen en hielp Paul Lovens bij de oprichting van de Aachen Musicians Cooperative in 1976. Lytton toerde zowel solo als met improvisatie-ensembles door Noord-Amerika en Japan. In 1999 toerde hij met Ken Vandermark en Kent Kessler en nam hij met Vandermark op bij English Suites. Lytton werkte ook samen met Jeffrey Morgan (alt- en tenorsaxofoon), met wie hij de cd Terra Incognita live opnam in Keulen, Duitsland. Hij speelde ook op White Noises baanbrekende elektronische popmuziekalbum An Electric Storm in 1969.

## Discografie

### Als leader
- 1996: The Balance of Trade (CIMP)

### Als sideman
Met Barry Guy/The London Jazz Composers' Orchestra
- 1972: Ode (Incus)

Met Roscoe Mitchell
- 2004: Composition/Improvisation Nos. 1, 2 & 3 (ECM)

Met Evan Parker
- 1994: 50th Birthday Concert (Leo)
- 1995: The Redwood Session (CIMP)
- 1996: Toward the Margins (ECM)
- 1998: Drawn Inward (ECM)
- 2002: Memory/Vision (ECM)
- 2004: Boustrophedon (ECM)
- 2007: The Moment's Energy (ECM)

- Bibliothèque nationale de France: cb14201335s (data)
- Gemeinsame Normdatei: 134450442
- International Standard Name Identifier: 0000 0000 5517 8413
- Library of Congress Control Number: no96047922
- MusicBrainz: e0e156bf-0a61-4418-a106-375817ab0bad
- Système universitaire de documentation: 170530000
- Virtual International Authority File: 44510469
- WorldCat: E39PBJfmtHCTqWKQBTwFR9G4MP